# Strangalia baluensis
Strangalia baluensis es una especie de escarabajo longicornio del género Strangalia, categorizada en la tribu Lepturini, de la subfamilia Lepturinae. Fue descrita por Fisher en 1935.

## Descripción
Mide 15-19 mm de longitud.

## Distribución
Se distribuye por Malasia.